# Carl Werner Metz
Carl Werner Metz (* 5. Mai 1835 in Zennern (Schwalm-Eder-Kreis); † 20. September 1921 in Burghaun (Landkreis Fulda)) war ein deutscher Gutsbesitzer und Abgeordneter des Provinziallandtages der preußischen Provinz Hessen-Nassau.

## Leben
Carl Werner Metz wurde als Sohn des Bürgermeisters und Abgeordneten Johann George Metz und dessen Gemahlin Catharina Elisabeth Stichl geboren. Er hatte ein Studium an der Friedrich-Schiller-Universität Jena absolviert und den Beruf des Landwirts, auch auf der Domäne Beberbeck, erlernt. Von Februar 1863 an war der Gutsbesitzer in Mahlerts. Als Vertreter der höchstbesteuerten Grundbesitzer und Gewerbetreibenden erhielt er 1880 ein Mandat für den Kurhessischen Kommunallandtag des Regierungsbezirks Kassel, aus dessen Mitte er zum Abgeordneten für den Provinziallandtag der Provinz Hessen-Nassau bestimmt wurde. Er blieb bis 1919 in den Parlamenten.
Sein älterer Bruder Georg (1833–1885) übernahm den elterlichen Gutsbetrieb und war Mitglied des Preußischen Abgeordnetenhauses.